# Dick Figures
Dick Figures är en amerikansk animerad webbserie skapad av Ed Skudder. Skudder skriver, animerar och gör röster till episoderna tillsammans med sin Root Films-partner Zack Keller. Serien distribueras av Mondo Media, skaparna av Happy Tree Friends. Serien kretsar kring två dysfunktionella streckgubbar som heter Red och Blue (Röd och Blå). Red är en impulsiv, lättroad kille medan Blue tar hans val och tillhörigheter på allvar.

## Avsnitt

### Säsong 1: 2010–2011
| Serie # | Säsong # | Titel                | Sändningsdatum   |
| ------- | -------- | -------------------- | ---------------- |
| 1       | 1        | "A Bee or Something" | 18 november 2010 |
| 2       | 2        | "Panda Hat"          | 2 december 2010  |
| 3       | 3        | "Flame War"          | 16 december 2010 |
| 4       | 4        | "Traffic Jams"       | 30 december 2010 |
| 5       | 5        | "Steakosaurus"       | 13 januari 2011  |
| 6       | 6        | "OMG"                | 27 januari 2011  |
| 7       | 7        | "Trouble Date"       | 10 februari 2011 |
| 8       | 8        | "Kitty Amazing"      | 24 februari 2011 |
| 9       | 9        | "Role Playas"        | 10 mars 2011     |
| 10      | 10       | "Attack of the Pwns" | 24 mars 2011     |

### Säsong 2: 2011
| Serie # | Säsong # | Titel                                      | Sändningsdatum  |
| ------- | -------- | ------------------------------------------ | --------------- |
| 11      | 1        | "Zombies & Shotguns"                       | 21 april 2011   |
| 12      | 2        | "Camp Anarchy"                             | 5 maj 2011      |
| 13      | 3        | "Butt Genie"                               | 19 maj 2011     |
| 14      | 4        | "Lord Tourette's Syndrome"                 | 2 juni 2011     |
| 15      | 5        | "Fang Angels"                              | 16 juni 2011    |
| 16      | 6        | "Captain Red Rum & The Pina Colada Armada" | 30 juni 2011    |
| 17      | 7        | "Y U So Meme?"                             | 14 juli 2011    |
| 18      | 8        | "Sex Marks the Spot"                       | 28 juli 2011    |
| 19      | 9        | "We're Cops!"                              | 11 augusti 2011 |

### Säsong 3: 2011–2012
| Serie # | Säsong # | Titel                               | Sändningsdatum    |
| ------- | -------- | ----------------------------------- | ----------------- |
| 20      | 1        | "Adventures of Batman & The Bloser" | 22 september 2011 |
| 21      | 2        | "Real Dudes Bros Night Man"         | 6 oktober 2011    |
| 22      | 3        | "Terminate-Her"                     | 20 oktober 2011   |
| 23      | 4        | "Modern Flame War 3"                | 2 november 2011   |
| 24      | 5        | "Planet Asshole"                    | 17 november 2011  |
| 25      | 6        | "Zeusbag"                           | 1 december 2011   |
| 26      | 7        | "Chug-A-Chug-A-Brew-Brew"           | 15 december 2011  |
| 27      | 8        | "Brain Switch"                      | 29 december 2011  |
| 28      | 9        | "Pleasure Cruise"                   | 12 januari 2012   |
| 29      | 10       | "Kung Fu Winners"                   | 26 januari 2011   |

### Säsong 4: 2012
| Serie # | Säsong # | Titel                      | Sändningsdatum |
| ------- | -------- | -------------------------- | -------------- |
| 30      | 1        | "Losing Streakers"         | 5 april 2012   |
| 31      | 2        | "Pussy Magnet"             | 19 april 2012  |
| 32      | 3        | "Taco Tuesday"             | 3 maj 2012     |
| 33      | 4        | "Ocho Muerte"              | 17 maj 2012    |
| 34      | 5        | "First Day of Cool"        | 31 maj 2012    |
| 35      | 6        | "The Red Devil"            | 14 juni 2012   |
| 36      | 7        | "Freshman 15"              | 28 juni 2012   |
| 37      | 8        | "Ballad of Lord Tourettes" | 5 juli 2012    |
| 38      | 9        | "The Fart Knight Rises"    | 12 juli 2012   |